# Oyster (электрогенератор)
Oyster (от англ. oyster — устрица) — крупнейший в мире волновой электрогенератор, то есть аппарат, вырабатывающий энергию из морских волн.
Создан эдинбургской компанией Aquamarine Power при содействии специалистов из Королевского университета в Белфасте.
Oyster представляет собой волновую электростанцию. Устанавливается недалеко от берега, на глубине порядка 10-16 метров. Поплавок, закреплённый на дне на мощных рычагах, раскачивается под действием пробегающих над ними волн и приводит в движение двухсторонний поршневой насос, который гонит морскую воду на берег по трубе, где она крутит ротор гидроэлектрогенератора.
Первый экземпляр произведен 2009 году. Установлен на дне моря в районе Оркнейских островов в Европейском исследовательском центре морской энергии в середине ноября, и включён в потребительскую электросеть .